# Museu Casa Rull
El Museu Casa Rull és un museu d'etnologia situat al Carrer Major de Sispony (la Massana, Principat d'Andorra). El museu mostra una casa de pagesos benestants del segle xix, i fou una de les més riques de la parròquia de la Massana.
Tot i això la casa és anterior, data del segle xvii, la visita se centra en la forma de viure a Andorra entre el segle xix i principis del xx, tal com ho feia la família Perich, on el conreu i la ramaderia era la base econòmica de la societat andorrana, fins i tot la benestant.

## Edifici
La Casa Rull és un edifici de planta rectangular amb una estructura organitzada en tres crugies disposades de forma simètrica. Es recolza al terreny de forma esglaonada, de manera que la planta baixa té menys profunditat que els pisos superiors. En sentit vertical, es compon de quatre plantes: la planta baixa, dos pisos i el cap de casa. La coberta és de dos vessants amb el carener disposat en sentit nord-oest a sud-est, en el sentit del pendent del terreny i perpendicular a la façana. El ràfec sobresurt per damunt de la façana amb l'objectiu de protegir-la.
La façana principal està orientada al migdia i està arrebossada, excepte el díedre que queda sota el ràfec. A la planta baixa hi ha la porta d'entrada, que fa dos metres d'amplada i està rematada per un arc rebaixat; hi ha, a més, tres finestres petites protegides per reixes de ferro. Al primer pis hi havia hagut una balconada amb barana de ferro, eliminada a mitjan segle xx; queden les dues portes balconeres que hi donaven accés. La resta de les finestres, dues al primer pis i quatre al segon, són de proporcions mitjanes i estan rematades per llindes planes. De les quatre finestres del segon pis, cal destacar-ne una, orientada a la façana nord-est que es troba protegida per un estripagecs de ferro. Al nivell del cap de casa hi ha dos balcons d'ampit que tenen forma rectangular de desenvolupament horitzontal. A la resta de les façanes el nombre d'obertures és més reduït i la majoria consisteixen en finestres de grandària mitjana rematades per llindes planes; a la façana nord-est s'obre la porta que donava a l'hort.
A l'interior, a planta baixa hi ha el vestíbul que té uns espais emprats com a llenyers, dos cellers, un per a la carn i l'altre per al vi, i un magatzem d'eines i patates. Al primer pis hi ha el soler, la cuina, el pastador amb el forn a l'interior, i dos dormitoris, un d'ells de doble alcova. A l'angle nord-oest hi ha el pastador i el forn. Sota l'escala de fusta hi ha dos graners. El segon pis està dividit en dues parts. El cos posterior és una gran sala, originàriament sense compartimentacions on, a mitjan segle xx, es van construir un dormitori i un bany. L'altra meitat, el cos anterior, està dividida en cinc dormitoris. A la tercera planta o cap de casa hi ha una gran sala sense compartimentacions.

## La casa museu i la seva història

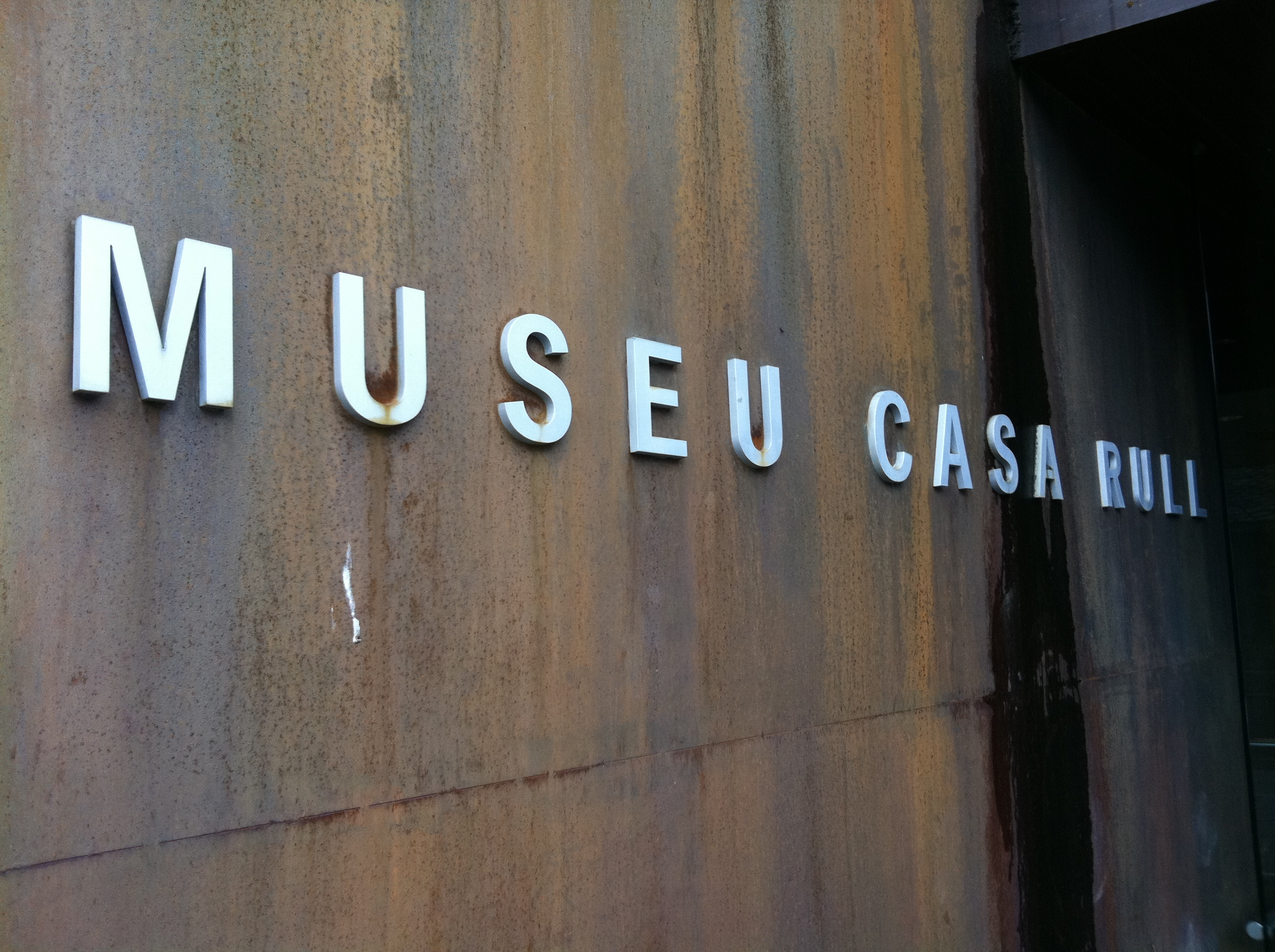
Cartell de l'entrada

La Casa Rull fou la residència d'una de les famílies més riques i influents de la parròquia de la Massana. Va ser construïda al primer quart del segle xviii, l'any 1723. Va estar habitada de forma permanent fins a l'any 1920. En un moment indeterminat del segle xix es va produir un incendi, que va tenir el seu inici a la llar de foc del forn i va afectar la meitat superior de la casa. En la reconstrucció que se'n va fer es va modificar la forma de la coberta, que va passar a tenir dues vessants amb un carener central perpendicular a la façana, en lloc de les quatre vessants que tenia abans.
Els darrers anys del segle xx, la casa va canviar de mans, de la família Perich al Govern d'Andorra, a condició que aquesta fos restaurada i convertirda en infraestructura museística.
L'any 2000 s'inaugura el Museu Casa Rull, dissenyat per oferir als visitants un testimoni de les formes de vida, els sistemes de producció i de treball, l'estructura familiar i les relacions veïnals de la societat andorrana dels segles XIX i principis del xx.

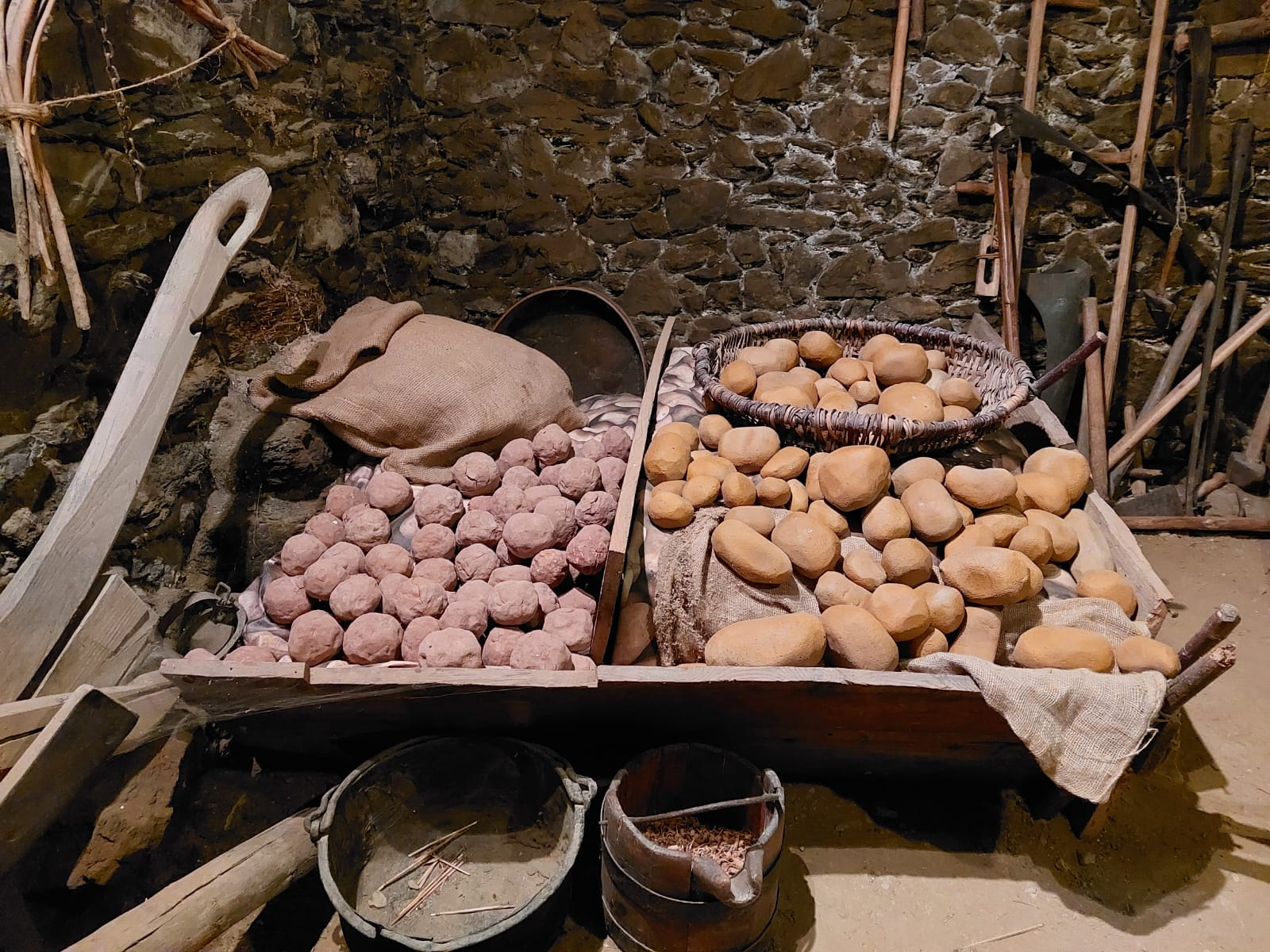
Celler de les patates i les eines

Es tracta d'una casa rica del segle xvii, sense luxes però representant de la societat tradicional andorrana. Aplega el concepte de família i de patrimoni i es converteix en l'element principal de l'organització social. Al llarg dels segles ha conegut èpoques de més o menys prosperitat, s'hi han comprat i s'hi han venut terres, s'han endeutat i s'han recuperat. Sota aquest sostre han viscut hereus i cabalers, pubilles i joves, mossos i criats, seguint el fil de la història del país i evolucionant amb ell. Una casa com aquesta és un organisme viu, que creix i s'adapta a les necessitats canviants de la família. Hem de tenir en compte que a la casa no només s'hi vivia, sinó que s'hi feien tota una sèrie de feines relacionades amb l'agricultura. A les societats tradicionals pirinenques, com l'andorrana, les cases ho són tot. Apleguen el concepte familiar i patrimonial, i es converteixen en els elements principals de l'organització social. Andorra té tres quatre visitables: Casa Rull, Cal Pal, Casa Cristo i Casa d'Areny-Plandolit.
La visita a la Casa Rull inclou un audiovisual d'entrada, sota de l'hort, per continuar la visita a la mateixa casa pairal. A la planta baixa i al primer pis es reviuen algunes situacions de la vida quotidiana de la primera meitat del segle xx. Al segon pis, un seguit d'habitacions permet recórrer les diferents etapes de la vida d'una persona de l'Andorra d'antuvi. Al cap de casa, a més de poder-hi observar aquest espai, s'hi projecta un audiovisual-homenatge a totes les persones que van col·laborar per fer el museu possible.

## Breu història de la família
La família apareix documentada per primer cop l'any 1581, en un document a nom de Bartomeu Rull. Ja des dels primers moments es percep que la casa és una de les més riques de la parròquia.
El 1623, no hi ha hereu, i la pubilla Caterina Rull es va casar amb Andreu Rossell de les Bons, quedant desvinculat des d'aquell moment el cognom familiar del nom de la casa.
Al llarg del segle xviii, coincidint amb un moment de bonança econòmica al país, les propietats familiars cada cop s'expandeixen més, en part gràcies a diversos enllaços matrimonials, i la família gradualment guanya pes econòmic i polític.
L'any 1757, la successió familiar torna a quedar en mans d'una pubilla, tornant a canviar el cognom familiar, que passa a ser Perich, cognom que es mantindria fins a la darrera generació de propietaris.
Durant el segle xix les propietats familiars segueixen augmentant incorporant-se noves terres, a més de construir-se una mola i tres bordes a la muntanya.
A la dècada de 1920 la família marxa a viure a la Seu d'Urgell, en una casa del carrer Capdevila, i van arrendar les propietats de Casa Rull. El cap de casa, Joan Perich, es va casar amb Florentina Puigcercós de Castellciutat. Dos anys més tard Joan Perich, va morir d'un accident mentre pujava a Sispony.
L'any 1938, la família retorna a la casa fugint de la Guerra Civil, i conviu amb els masovers. El 1939 acabada la guerra retornen a la Seu, i deixen la casa definitivament, on ja no hi tornarien, llevat de per fer-hi estades puntuals, per supervisar els masovers, o trobades familiars a l'estiu.
La Guerra Civil afecta l'economia familiar i les masoveries cada cop donaven menys diners, per aquest motiu es va decidir reformar la casa i convertir-ne una part en hostatgeria per a turistes.
A la mort de Florentina el patrimoni es divideix en tres parts. Josep Perich Puigcercós va heretar la casa pairal dels Rull. Tot i que vivia a Suïssa, va continuar tenint-ne cura fins que va cedir-la al Govern d'Andorra amb la intenció de què acabés convertida en un espai que reflectís els modes de vida de la societat andorrana d'antuvi.

## La col·lecció del museu

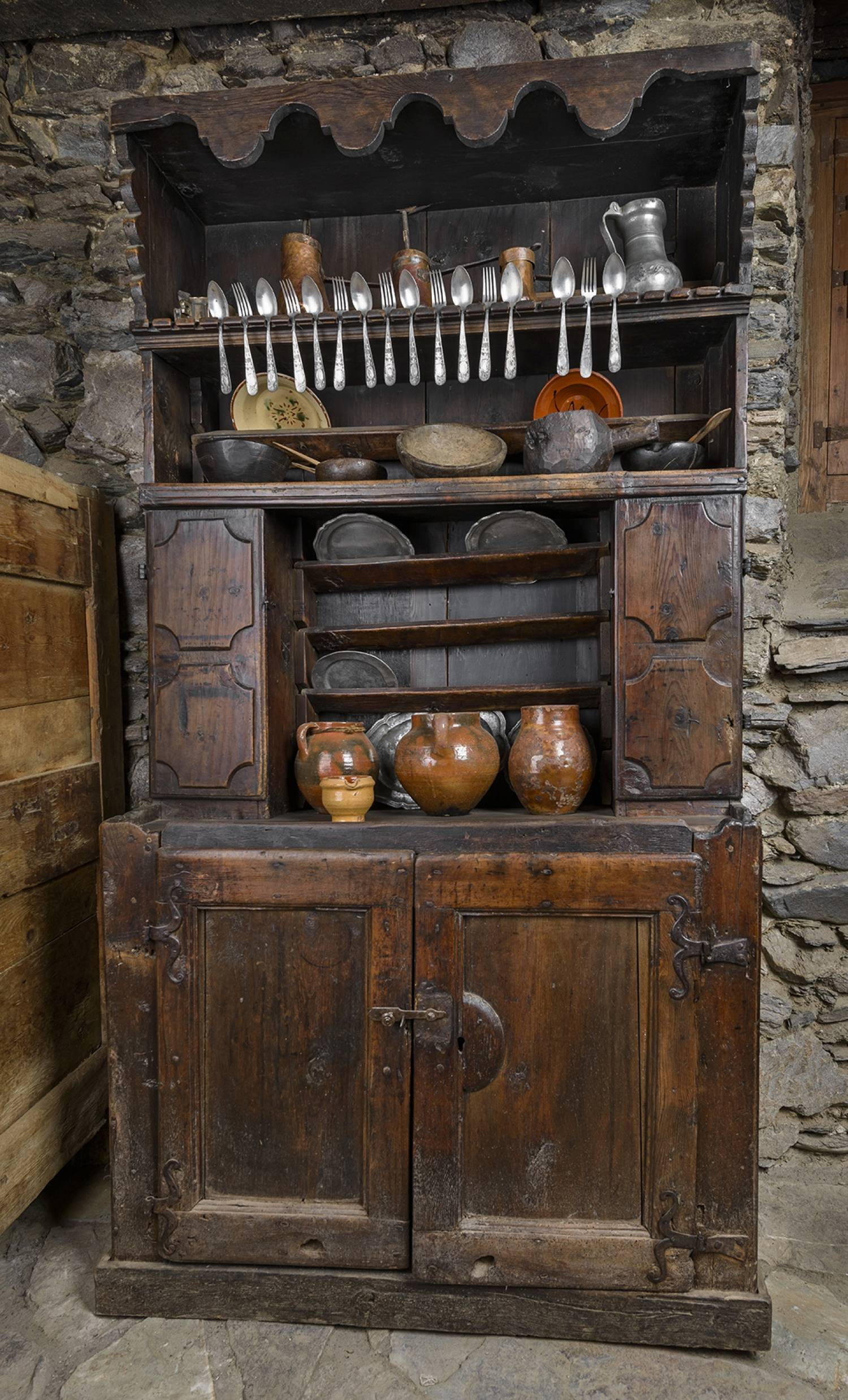
Escudeller de la Casa Rull

La col·lecció del museu està formada per una infinitat d'objectes, provinents de diverses cases d'Andorra. Que en conjunt són un exemple de la vida tradicional al país.
Alguns dels objectes de què consta la col·lecció són:
- Escudeller
- Cuina econòmica
- Forn de pa
- Fogaina
- Rentamans
- Fresquera
- Estripagecs
- Aixovar